# 루키 법칙
루키 법칙(Ruki law)은 인도유럽어족의 사템어파, 즉 발트슬라브어파, 아르메니아어파, 인도이란어파, 또 일부 학자에 따르면 알바니아어파에서 일어난 음운 변화이다. 루키 법칙에 따르면 인도유럽조어의 *s는 자음 *r, *k, *g, *gʰ 또는 반모음 *w (*u̯), *y (*i̯) 및 그 성절음 이음 *r̻, *i, *u 뒤에서 *š로 바뀌었다. 정리하면 다음과 같다.
*s > *š / {*r, *u̯, *K, *i̯} _
보다 구체적으로, 루키 법칙의 첫 단계는 반모음, *r, 연구개음 *k, *g, *gʰ 앞에서 치찰음 *s가 후퇴하는 것이었다. 두 번째 단계는 음운론적 수평화에 의해 별개의 권설음 음소가 만들어지고(예: 산스크리트어 ष [ʂ] 및 슬라브조어), 이후에 슬라브어파 및 일부 중세 인도아리아어에서 다시 *x로 후퇴하는 것이었다. 루키 법칙을 처음 기술한 사람인 홀게르 페데르센의 이름을 따서 페데르센의 법칙이라고도 부르지만, 이는 발트슬라브어파의 강세에 관한 또다른 법칙의 이름이기도 하다.
‘루키’라는 이름은 많은 슬라브어에서 ‘손들/팔들’을 뜻하는 단어인 ruki에서 따온 것으로, 루키 법칙을 일으키는 소리들을(r, u, K, i) 기억하는 데 도움이 된다.

## 어파별 특이점
루키 법칙은 원래 산스크리트어의 음운 변화를 설명한 것이었다. 이후에는 모든 사템어에 어느 정도 적용되고 인도이란어파에서는 예외가 없는 법칙으로 여겨지게 되었다. (다만 몇몇 누리스탄어군 언어에서는 적어도 하나의 예외가 있다.) 발트어파와 알바니아어의 경우, 루키 법칙은 다른 음운 변화에 의해 영향을 받거나 제한적으로만 적용된다.

### 슬라브어파
슬라브어파에서 루키 법칙은 모음 앞에서는 규칙적으로 적용되지만, 자음 앞에서는 적용되지 않는다. 최종 결과는 *š보다 더욱 후퇴한 무성 연구개 마찰음 *x이다. *x는 전설 모음이나 경구개 접근음 *y 앞에서는 다시 *š로 되돌아갔다. 자음 앞에서 루키 법칙이 적용되지 않은 것처럼 보이는 이유는 실제로 적용되지 않아서가 아니라 자음 앞에서 다른 치찰음들과 합류했기 때문이라고 생각된다.

### 인도이란어파
인도이란어파에서는 *r과 *l이 합류했는데, 둘이 합쳐진 새로운 음소 뒤에서도 루키 법칙이 적용되었다. 예를 들어 아베스타어 karš-, 산스크리트어 कर्षति kárṣati ‘쟁기질하다’ < 인도유럽조어 *kʷels- 따위가 있다.
성절 후두음 *H̥는 인도이란조어에서 *i가 되었는데, 이것 뒤에서도 루키 법칙이 적용되었다.
이후에 이란어군에 한해서 루키 법칙이 확대 적용되었다. *s, *z는 양순 파열음 *p, *b 뒤에서 *š, *ž로 변했는데, 심지어 인도이란조어 *ć < 인도유럽조어 *ḱ에서 온 이차적인 *s도 이 변화의 대상이 되었다.

### 알바니아어
Orel (2000:62)에 따르면, 알바니아어는 인도유럽조어 *s가 *y, *w (및 *i, *u) 앞에서만 sh로 변하는 제한적인 루키 법칙을 겪었다. 예를 들면 다음과 같다.
- lesh ‘털’ < *laysa, cf. 슬라브조어 *listъ ‘잎’ < *leys-to-
- dash ‘숫양’ < *dawsa, cf. 게르만조어 *deuzą < *dʰews-om
- pishë ‘소나무’ < *pisā, cf. 라틴어 pīnus < *pi(t)snos
- prush ‘잉걸불’ < *prusa, cf. 라틴어 prūna < *prusnā; 산스크리트어 ploṣati ‘불태우다’ < *prews-

이는 *rs, *ks, 또는 다른 모음 뒤 *s의 변화와는 상이하다. 예를 들면 다음과 같다.
- djerr ‘휴경지’ < *dersa, cf. 그리스어 χέρσος ‘마른 땅’ < *ǵʰers-
- hirrë ‘유청’ < *ksirā, cf. 산스크리트어 क्षीर kṣīrá ‘젖’
- kohë ‘때, 시간’ < *kāsā, cf. 슬라브조어 *časъ < *kʷeh₁s-eh₂

## 추가 문헌
- Charles Prescott. "Germanic and the Ruki Dialects 보관됨 2012-02-22 - 웨이백 머신"